# Hexatoma quadriatrata
Hexatoma quadriatrata är en tvåvingeart som beskrevs av Alexander 1937. Hexatoma quadriatrata ingår i släktet Hexatoma och familjen småharkrankar. Inga underarter finns listade i Catalogue of Life.